# Кобзенко Юрій Васильович
Кобзенко Юрій Васильович (нар. 14 лютого 1949 року в селищі Таромське, передмістя Дніпропетровська) — український знавець івриту, письменник.

## Біографія
За фахом — інженер. Працював у Міністерстві чорної металургії УРСР. Освоїв і викладав іврит. Вдосконалював його знання у Відкритому університеті Ізраїлю, Інституті вивчення юдаїзму. Автор унікального тлумачного словника ряду слів української мови на основі кореляцій з івритом.

## Книги
- Матір мов (вступ та передмова) [Архівовано 4 Березня 2016 у Wayback Machine.]
- Дніпропетровець Юрій Кобзенко видав словник [Архівовано 22 Квітня 2018 у Wayback Machine.]